# 柯賓·卡洛爾
柯賓·法蘭克林·卡洛爾（英語：Corbin Franklin Carroll，2000年8月21日—），為美國職棒的外野手，目前效力於亞利桑那響尾蛇。
在2019年的MLB選秀會，於首輪的第16順位被亞利桑那響尾蛇隊選入。

## 家庭
柯賓·卡洛爾從小就在西雅圖長大。母親來自台灣，在6歲時移居路易斯安那州，父親為美國人，目前於華盛頓大學工作。

## 學生時期
高中就讀華盛頓湖濱中學，累計成績為打擊率0.34、101分打點及22支全壘打，並在聖地牙哥Perfect Game中拿下MVP。
2018年，入選泛美U-18棒球錦標賽美國隊成員，並在金牌戰擊出一發全壘打，同時還打下四分打點。

## 職棒時期
2022年，在2A的打擊三圍（打擊率/上壘率/長打率）為0.313/0.430/0.643，3A則是0.287/0.408/0.535，連同2場新人聯盟出賽，本季在3個層級共出賽93場，有24轟，OPS（上壘率+長打率）高達1.036。因此《棒球美國》將他列為百大新秀第5，FanGraphs列第3，ESPN與The Athletic作家凱思·洛更將他列為首位。
2022年8月30日，大聯盟首秀便是在主場擔任先發第8棒右外野手，於5局下滿壘時，一棒敲出超前比數的二壘安打，同時也是大聯盟生涯首安，率響尾蛇13：7領先費城費城人。
2023年9月21日，他在與舊金山巨人的比賽中成為了首位達到單賽季25轟，50盜壘的新秀，創下大聯盟史無前例的紀錄，他也成為響尾蛇隊第3位單季拿下50盜的選手，前面兩位分別為1999年的東尼·沃馬克的72盜和2007年的艾瑞克·拜恩斯的50盜。

## 外部連結
- 柯賓·卡洛爾的Instagram帳戶
- 柯賓·卡洛爾的X（前Twitter）
- 柯賓·卡洛爾在美國職棒官網（英语）
- 柯賓·卡洛爾在Baseball-Reference.com（大聯盟）（英语）
- 柯賓·卡洛爾在Baseball-Reference.com（小聯盟以及海外聯盟）（英语）
- 柯賓·卡洛爾在The Baseball Cube（英语）